# Clement Neubauer
Clement Neubauer OFMCap (* 1. August 1891 in Milwaukee, Wisconsin; † 20. Juli 1969 ebenda) war der 65. und 67. Generalminister des Kapuzinerordens.

## Leben
Clement Neubauer, Taufname Wilhelm Anton, wurde als jüngstes von sieben Geschwistern in Milwaukee im US-Bundesstaat Wisconsin geboren. Seine Eltern, Anton Neubauer und Margaretha Zwaschka, waren aus Westböhmen (Taus) in die Vereinigten Staaten eingewandert.
Er besuchte die Gemeindeschule und die vom Kapuzinerorden betriebene St. Lawrence College High School in Mount Calvary, Wisconsin, und studierte an der (jesuitischen) Marquette University und am Kapuzinerseminar St. Francis in Milwaukee. 1910 in den Kapuzinerorden eingetreten, legte er 1914 die Ordensgelübde ab und wurde 1917 in Milwaukee zum Priester geweiht. Nach einem Jahr in der Pfarrseelsorge in Milwaukee unterrichtete er von 1918 bis 1926 Philosophie, Sprachen und Mathematik an der St. Lawrence College High School und war dann zwei Jahre (1926–1928) Novizenmeister der Kapuzinerprovinz St. Joseph, Detroit, dann von 1928 bis 1936 in Huntington, Indiana. Von 1936 bis 1942 war er Guardian des Kapuzinerklosters in Garrison (New York).
1942 und erneut 1945 wurde er zum Provinzialminister der St. Joseph’s Provinz gewählt, konnte aber die zweite Amtszeit nicht beenden, weil Papst Pius XII. ihn 1946 für sechs Jahre zum Generalminister des Kapuzinerordens mit Sitz in Rom ernannte (1946–1952). 1958 wurde er vom Generalkapitel für eine zweite sechsjährige Amtszeit (1958–1964) zum Generalminister gewählt.
1964 nach Milwaukee zurückgekehrt (St. Francis of Assisi Friary), war er in der Kommission zur Überarbeitung der Ordenskonstitutionen tätig, die 1968 vom Generalkapitel approbiert wurden.
Er starb am 20. Juli 1969 im St. Michael’s Hospital  in Milwaukee.